# Болдуин, Алек
Алекса́ндр Рэй «А́лек» Бо́лдуин III (англ. Alexander Rae «Alec» Baldwin III; род. 3 апреля 1958) — американский актёр кино, телевидения и озвучивания, комик, кинорежиссёр и писатель. Лауреат премий «Золотой глобус» и «Эмми», а также номинант на «Оскар» и «Тони».
19 января 2024 года Алеку Болдуину предъявлено повторное обвинение в непредумышленном убийстве Галины Хатчинс в 2021 году. Обвинение предъявлено повторно поcле продолжительного расследования и повторной экспертизы орудия убийства как официальное решение большого жюри штата Нью-Мексико, в котором произошло убийство кинооператора выстрелом из оружия, находившегося в руках Болдуина.

## Происхождение и образование
Родился 3 апреля 1958 года в посёлке Амитивилле, штат Нью-Йорк, США в семье Кэрол Ньюкомб из Сиракуз и Александра Рея Болдуина-младшего, школьного учителя истории и футбольного тренера из Бруклина. Вырос в городке Массапекуа на южном побережье Лонг-Айленда. Будучи рождён в семье католиков и воспитан в католической религии Алек в детстве и юности пел в церковном хоре мальчиков, но в последующие годы он перешёл в религию своей последней жены - церковь Христа . У Алека есть три младших брата: Дэниел (1960 г. р.), Уильям (1963 г. р.) и Стивен (1966 г. р.), которые также стали актёрами театра и кино. У него также есть две сестры, Элизабет Болдуин Кехлер (1955 г. р.) и Джейн Энн Болдуин Сассо (1965 г. р.). Он был воспитан католиком. В его жилах течет ирландская, французская и английская кровь.
Окончил Университет Джорджа Вашингтона в Вашингтоне по специальности «политология», Нью-Йоркский университет по классу драмы, Институт Ли Страсберга в Нью-Йорке.

## Карьера

### Театр и кино

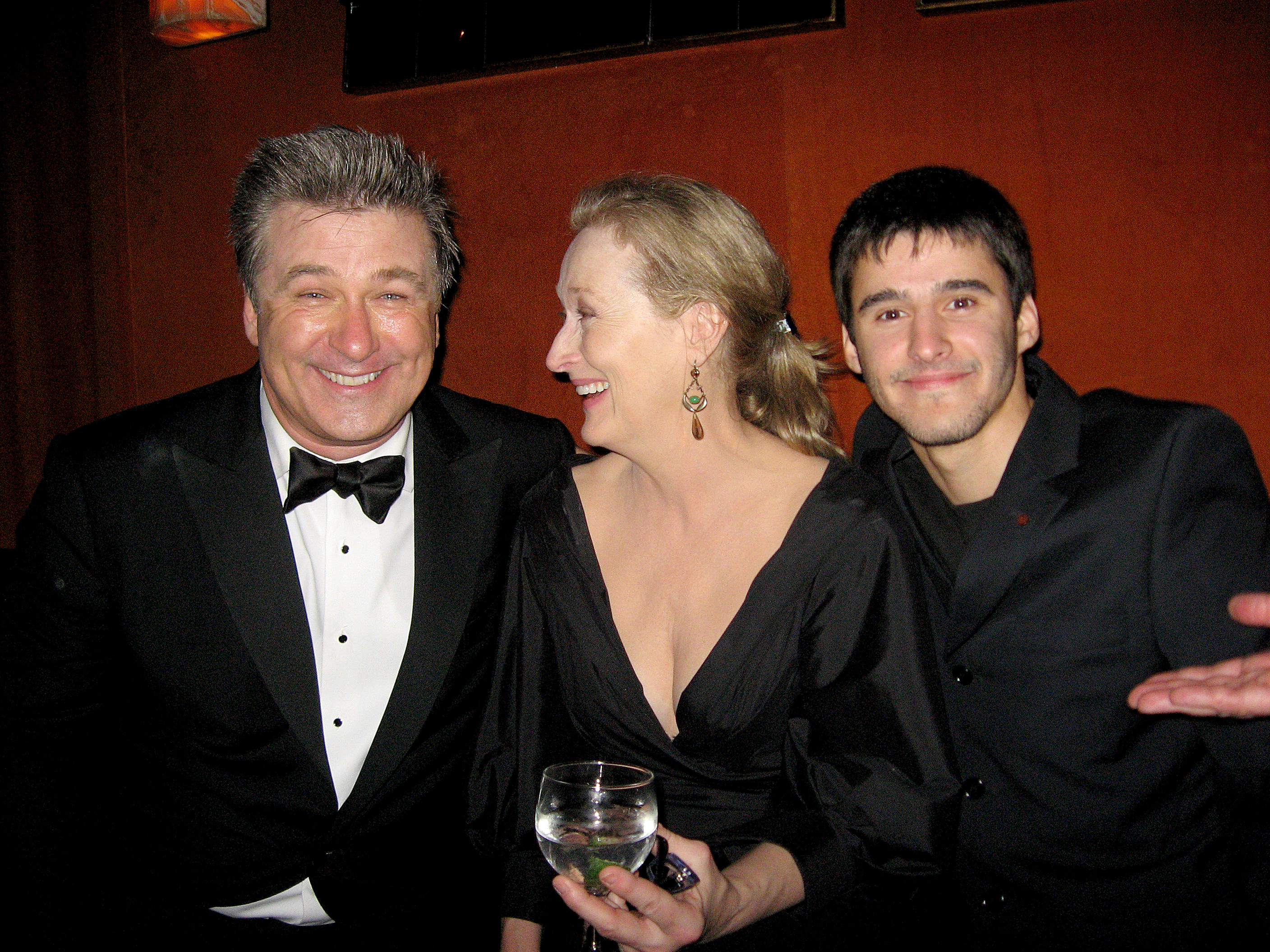
Алек Болдуин, Мерил Стрип и Джош Вуд на 15-й церемонии Премии Гильдии киноактёров США. Лос Анджелес, 29 января 2009 года

Болдуин дебютировал на Бродвее в 1986 году в спектакле по пьесе «Добыча». Позже он исполнил роли и в других бродвейских постановках, таких как «Серьезные деньги» и «Трамвай „Желание“».
Дебютом на экране для Болдуина стала роль Билли Олдрича в сериале NBC «Доктора», который шел с 1980 по 1982 год. Осенью 1983 года он снялся в короткометражном телесериале «Резня в Хьюстоне». С 1984 по 1985 год он играл в сериале «Тихая пристань».
В 1987 году выходит картина «Безумие улиц», в которой Алек сыграл небольшую роль. В 1988 году он сыграл в фильмах «Битлджус» и «Деловая девушка». Он получил признание благодаря роли Джека Райана в триллере «Охота за „Красным Октябрём“».
В 1991 году он сыграл главную роль в фильме «Привычка жениться». Затем последовали съёмки в фильмах: «Американцы», «Прелюдия к поцелую», «Побег», «Тень», «На грани», «Присяжная», «Пленники небес».
В 2001 году на экраны выходит военная мелодрама «Перл-Харбор», в которой Алек сыграл подполковника Джеймса Дулитла. Фильм собрал 449 220 945 долларов в прокате. Он остается самым кассовым фильмом Болдуина за всю его актёрскую карьеру. Затем он был номинирован на премию Оскар, Золотой глобус и премию Гильдии киноактеров за роль в драме «Тормоз».

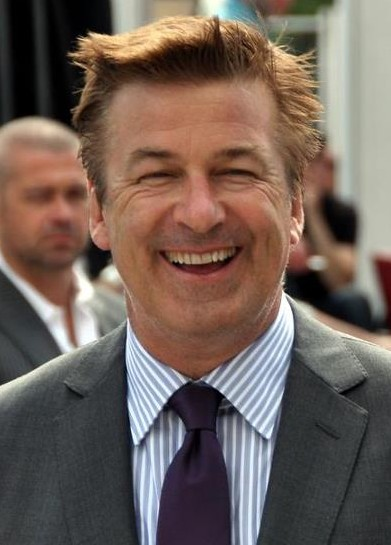
Болдуин в 2012 году

Далее последовали роли в не менее успешных фильмах: «Авиатор», «Отступники», «У Мини это в первый раз», «Девушка из пригорода» и «Простые сложности».
В 2001 году Болдуин дебютировал в качестве режиссёра в фильме «Дьявол и Дэниел Уэбстер». Он сыграл также в фильмах «Миссия невыполнима: Племя изгоев» и «Миссия невыполнима: Последствия».
14 февраля 2011 года Алек получил звезду на Аллее славы в Голливуде под номером 2433.
В 2016 году Болдуин сделал перезагрузку игрового шоу «Match Game» на канале ABC. В 2017 году он стал единственным ведущим программы «TCM The Essentials» после смерти своего соведущего Роберта Осборна.
27 августа 2018 года стало известно, что Болдуин присоединится к актёрскому составу «Джокера» и сыграет Томаса Уэйна, отца Брюса Уэйна. Позже, 29 августа 2018 года, Болдуин отказался от этой роли.
В 2019 году Болдуин стал гостем шоу «Comedy Central Roast» (Прожарка), в котором приняла участие и его дочь Айрленд.

### Saturday Night Live
Алек Болдуин стал одним из самых популярных исполнителей пародий на кандидата и президента Дональда Трампа. Болдуин исполнил роль Трампа в 46 эпизодах в субботней вечерней телепрограмме «Saturday Night Live начиная с сентября 2016 года и до ноября 2020 года. Дональд Трамп был крайне недоволен пародиями в исполнении Болдуина, в которых актёр высмеивал худшие черты характера и манеры поведения президента США. В те субботние вечера, когда Болдуин исполнял пародии на президента Трампа значительно возрастало количество просмотров телепрограммы Saturday Night Live. Высокие рейтинги его комедийных выступлений в образе Трампа и хорошие показатели зрительских симпатий привели в итоге к награждению Алека Болдуина двумя наградами: Выбор телевизионных критиков и Эмми».
В ответ на каждое субботнее комедийное выступление Болдуина в телепрограмме президент Трамп резко негативно отвечал в Твиттере своими многочисленными комментариями, в которых ругал Болдуина и коллектив телепрограммы Saturday Night Live ('SNL'). Сотрудница телепрограммы Saturday Night Live Кати Рич была временно уволена за негативный комментарий про сына Дональда Трампа в своём посте в Твиттере, за что она вскоре извинилась и была восстановлена на работе. Страсти накалились и в отношении самого создателя и исполнителя пародий - Алека Болдуина, который после проигрыша Трампа на выборах 2020 года сделал последнюю пародию на уходящего президента и заявил, что с удовольствием расстался с этой ролью.

### Гибель Галины Хатчинс
21 октября 2021 года во время съёмок фильма «Раст» произошёл инцидент с выстрелом из огнестрельного оружия, которое должно было быть заряжено холостыми патронами. Выстрел совершил Алек Болдуин, в результате чего ранения получили оператор Галина Хатчинс и режиссёр Джоэл Соуза. Хатчинс экстренно перевезли в госпиталь Университета Нью-Мексико в Альбукерке, где она в итоге скончалась. Съёмки фильма были приостановлены, а Алек Болдуин был допрошен полицией. На следующий день Соуза был выписан из больницы.
1 февраля 2023 года стало известно, что прокуратура выдвинула обвинение Алеку Болдуину и консультанту по оружию Ханне Гутьеррес-Рид по двум пунктам статьи о непредумышленном убийстве. Следствие установило, что Алек Болдуин не прошёл запланированную часовую подготовку по использованию оружия, а Ханна Гутьеррес-Рид, по версии прокуратуры, не требовала прохождения обучения и не соблюдала технику безопасности при хранении патронов.
21 апреля 2023 года специальная прокуратура Нью-Мексико объявила о снятии с актёра Алека Болдуина обвинений в непреднамеренном убийстве оператора Галины Хатчинс на съёмках фильма «Раст». В мае 2023 года Болдуин поделился снимком с последнего съёмочного дня «Раста» и сообщил о завершении съёмок.
После непреднамеренного убийства Галины Хатчинс на съёмках фильма «Раст» Болдуин стал очень религиозным и обратился за наставлениями к священнослужителям церкви Христа, у которых он просил помощи и моральной поддержки, и был наставлен молиться ежедневно с самого раннего утра. Болдуин совершает раннюю молитву когда все ещё спят и завершает каждый день вечерней молитвой перед сном. Будучи рождён в семье католиков и воспитан в католической религии Алек Болдуин в последующие годы в связи с разводами, которые не одобряются католической церковью, перешёл в религию своей последней жены — церковь Христа.
19 января 2024 года Алеку Болдуину было предъявлено повторное обвинение в непредумышленном убийстве. Алек Болдуин обвинялся в двух преступлениях: в убийстве из-за небрежного обращения с огнестрельным оружием, находившимся в его руках — он направил оружие прямо на Галину Хатчинс и произвёл выстрел, что было доказано экспертизой, и в преступной халатности и безразличию по отношению к другим и их безопасности. Обвинению предшествовало длительное расследование с проведением тщательной экспертизы оружия, из которого Болдуин произвёл смертельный выстрел.
В ходе судебного разбирательства криминалист заявил в суде, что человек по имени Трой Теске, бывший сотрудник полиции, передал следствию пули, которые могли иметь отношение к этому делу. Теске дружит с отчимом осужденной по делу Ханны Гутьеррес-Рид. Он также работал с помощником по реквизиту съемочной группы. По словам адвоката Болдуина, эти патроны могли быть связаны со смертью Хатчинс, но были зарегистрированы в другом деле под другим номером. Прокуроры утверждали, что пули не имели отношения к делу и не соответствовали пулям, найденным на съемочной площадке. Однако судья Мэри Марлоу Соммер постановила, что их следовало передать команде защиты Болдуина. В результате один из прокуроров взял самоотвод, а судья распустила коллегию присяжных. Суд штата Нью-Мексико в июле 2024 года полностью закрыл дело без права возобновления.

## Личная жизнь

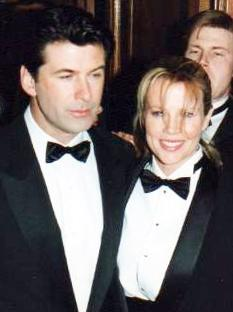
Алек Болдуин и Ким Бейсингер в 1994 году на 19-й церемонии Сезар, Париж

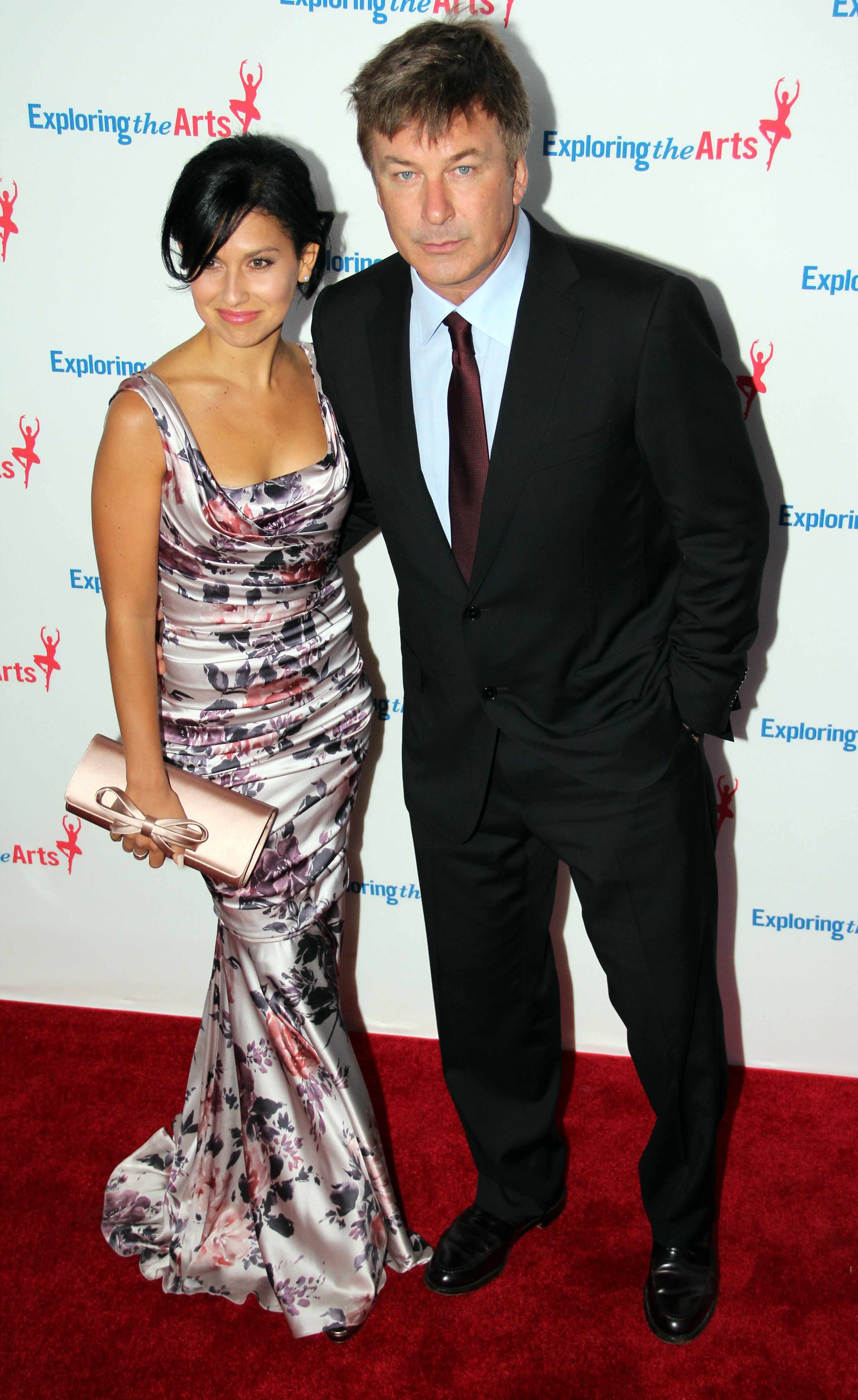
Алек и Хилария Болдуин в 2011 году

### Связи
В 1983 году Алек Болдуин был помолвлен с актрисой Джанин Тёрнер, но свадьба не состоялась и помолвка была расторгнута по обоюдному согласию. Болдуин потом признался, что "обжёгся" в отношениях с красоткой Джанин Тёрнер рассказав о ней в интервью журналу People такими словами: "Too hot to handle".
В последующие годы Болдуин был в романтических отношениях с несколькими актрисами и партнёршами на киносъёмках. Среди известных связей Алека Болдуина были отношения с Лори Локлин, Лори Сингер, Холли Ганье и Дженнифер Лав Хьюитт

### Браки
С 19 августа 1993 по 2002 год Алек был женат на актрисе Ким Бейсингер. У бывших супругов есть дочь — Айрленд Элис Болдуин (род. 23.10.1995). После развода Алек Болдуин сохранил право на общение с дочерью два раза в неделю, однако отношения и с дочерью накалились до такой степени, что отец записал на автоответчике телефонное сообщение в котором он обозвал дочь грубой, бессмысленной маленькой свиньёй  ("a rude, thoughtless little pig"). Мать, Ким Бэйсингер и дочь через суд добились временного отстранения Болдуина от посещения дочери и запрет на приближение к бывшей жене. Однако Болдуин после принесения многочисленных публичных извинений в прессе и на телевидении вскоре восстановил права на общение с дочерью..
С 30 июня 2012 года Алек женат на инструкторе по йоге Хиларии Томас, с которой он встречался год до их свадьбы. У супругов семь детей: дочери Кармен Габриела Болдуин (род.23.08.2013), Мария Люсия Виктория «Люсия» Болдуин (род. 25.02.2021), Илария Каталина Ирена Болдуин (род. 22.09.2022) и сыновья Рафаэль Томас Болдуин (род.17.06.2015), Леонардо Энджел Чарльз Болдуин (род.12.09.2016), Ромео Алехандро Дэвид Болдуин (род.17.05.2018) и Эдуардо Пау Лукас «Эду» Болдуин (род.08.09.2020). Их дочь, Люсия, появилась на свет через 5 месяцев после рождения сына благодаря суррогатной матери.

### Предпочтения
Является вегетарианцем. В 2019 году Болдуин написал статью для CNN в поддержку доклада EAT Lancet и рекомендовал растительную диету из-за некоторых глобальных экологических проблем.
Ведёт свою колонку в интернет-газете The Huffington Post.

### Преследования
8 апреля 2012 года канадская актриса Женевьева Сабурин была арестована у дома Болдуина и его жены в Гринвич-Виллидж и обвинена в преследовании. Её отпустили без залога и велели не связываться с Болдуином. Прокуроры заявили, что она и Болдуин познакомились на съёмочной площадке более десяти лет назад и что, начиная с 2011 года, она начала посылать ему множество нежелательных электронных писем и сообщений.
В 2013 году прокуратура Манхэттена предъявила ей почти два десятка обвинений в домогательствах и преследовании, заявив, что она продолжала свои нежелательные визиты. 8 апреля она отклонила сделку о признании вины, и дата судебного разбирательства была назначена на 13 мая. 8 ноября, в конце процесса без присяжных, судья Манхэттенского уголовного суда Роберт Мандельбаум признал Сабурин виновной по всем пунктам обвинения и приговорил её к 180 дням тюремного заключения за преследование и попытку преследования при отягчающих обстоятельствах, а также к 30 дням за игнорирование предписаний суда. Сабурин была освобождена из тюрьмы Райкерс-Айленд 28 марта 2014 года.

### Аресты
В 2014 году Болдуин был арестован за мелкое хулиганство после того, как проехал на велосипеде не в ту сторону по улице с односторонним движением.
26 ноября 2018 года он предстал перед судом по обвинению в мелком правонарушении в попытке нападения третьей степени и беспокоящих действиях второй степени после спора о парковочном месте в Вест-Виллидж. В итоге, 23 января 2019 года Болдуин признал себя виновным в беспокоящих действиях и согласился посетить однодневный курс управления гневом.

## Фильмография

### Актёрские работы
| Год       |     | Русское название                   | Оригинальное название                 | Роль                                           |
| --------- | --- | ---------------------------------- | ------------------------------------- | ---------------------------------------------- |
| 1980—1982 | с   | Доктора                            | The Doctors                           | Билли Эллисон Олдрич                           |
| 1984      | тф  | Сладкая месть                      | Sweet Revenge                         | майор Алекс Брин                               |
| 1985      | тф  | Любовь на бегу                     | Love On The Run                       | Шон Карпентер                                  |
| 1986      | тф  | Серая униформа                     | Dress Gray                            | Райсам Слэйт                                   |
| 1987      | ф   | Безумие улиц                       | Forever Lulu                          | Бак                                            |
| 1987      | ф   | Аламо: 13 дней славы               | The Alamo: 13 Days To Glory           | Уильям Тревис                                  |
| 1988      | ф   | Радиобеседы                        | Talk Radio                            | Дэн                                            |
| 1988      | ф   | У неё будет ребёнок                | She’s Having a Baby                   | Дэвис Макдоналд                                |
| 1988      | ф   | Замужем за мафией                  | Married to the Mob                    | Франк «Огурец» де Марко                        |
| 1988      | ф   | Битлджус                           | Beetle Juice                          | Адам                                           |
| 1988      | ф   | Деловая девушка                    | Working Girl                          | Мик Дугэн                                      |
| 1989      | ф   | Тонг Тана                          | Tong Tana - En resa till Borneos inre | рассказчик                                     |
| 1989      | ф   | Большие огненные шары              | Great Balls of Fire!                  | Джимми Сваггарт                                |
| 1990      | ф   | Алиса                              | Alice                                 | Эд                                             |
| 1990      | ф   | Охота за «Красным октябрём»        | The Hunt for Red October              | Джек Райан                                     |
| 1990      | ф   | Майами блюз                        | Miami blues                           | Фредерик Френджер-младший                      |
| 1991      | ф   | Привычка жениться                  | The Marrying Man                      | Чарли Пёрл                                     |
| 1992      | ф   | Прелюдия к поцелую                 | Prelude To A Kiss                     | Питер Хоскинс                                  |
| 1992      | ф   | Американцы                         | Glengarry Glen Ross                   | Блэйк                                          |
| 1993      | ф   | Готова на всё                      | Malice                                | доктор Джед Хилл                               |
| 1994      | ф   | Тень                               | The Shadow                            | Ламонт Крэнстон / Тень                         |
| 1994      | ф   | Побег                              | The Getaway                           | Картер «Док» МакКой                            |
| 1995      | тф  | Трамвай «Желание»                  | A Streetcar Named Desire              | Стэнли Ковальски                               |
| 1996      | ф   | Призраки Миссисипи                 | Ghosts of Mississippi                 | Бобби де Лоутер                                |
| 1996      | ф   | Пленники небес                     | Heaven`s prisoners                    | Дэйв Робишо                                    |
| 1996      | ф   | Присяжная                          | The Juror                             | учитель                                        |
| 1997      | ф   | На грани                           | The Edge                              | Роберт Грин                                    |
| 1998      | ф   | Восход Меркурия                    | Mercury Rising                        | Николас Кудроу                                 |
| 1999      | ф   | Ноттинг Хилл                       | Notting Hill                          | Джефф Кинг                                     |
| 1999      | ф   | Хитрый вор                         | Thick as Thieves                      | Макин, «Вор»                                   |
| 1999      | ф   | Исповедь                           | The Confession                        | Рой Блэки                                      |
| 1999      | ф   | Первая любовь                      | Outside Providence                    | старик Данфи                                   |
| 1999      | кор | Честь скаута                       | Scout's Honor                         | Тодд Фиттер                                    |
| 2000      | мтф | Нюрнберг                           | Nuremberg                             | прокурор Роберт Джексон                        |
| 2000      | ф   | Жизнь за кадром                    | State and Main                        | Боб Бэрренджер                                 |
| 2000      | ф   | Томас и волшебная железная дорога  | Thomas and the Magic Railroad         | господин Кондуктор                             |
| 2001      | мф  | Последняя фантазия: Духи внутри    | Final Fantasy: The Spirits Within     | капитан Грэй Эдвардс (озвучивание)             |
| 2001      | мф  | Кошки против собак                 | Cats and Dogs                         | Бутч (озвучивание)                             |
| 2001      | ф   | Пёрл Харбор                        | Pearl Harbor                          | подполковник Джеймс Дулиттл                    |
| 2002      | с   | Друзья                             | Friends                               | Паркер                                         |
| 2002      | тф  | Тропой войны                       | Path to War                           | Роберт Макнамара                               |
| 2003      | ф   | Вторая натура                      | The Second Nature                     | Поль Кейн                                      |
| 2003      | ф   | Кот                                | The Cat in the Hat                    | Ларри Куинн                                    |
| 2003      | ф   | Тормоз                             | The Cooler                            | Шелли Кэплоу                                   |
| 2004      | ф   | Авиатор                            | The Aviator                           | Хуан Трипп                                     |
| 2004      | ф   | А вот и Полли                      | Along Came Polly                      | Стэн Индурски                                  |
| 2004      | ф   | Последний кадр                     | The Last Shot                         | Джо Дивайн                                     |
| 2005      | с   | Уилл и Грейс                       | Will and Grace                        | Малкольм                                       |
| 2005      | ф   | Аферисты: Дик и Джейн развлекаются | Fun with Dick and Jane                | Джек Макаллистер                               |
| 2005      | ф   | Губка Боб Квадратные штаны         | The SpongeBob SquarePants Movie       | Дэннис (озвучивание)                           |
| 2006      | ф   | Элизабеттаун                       | Elizabethtown                         | Фил Девосс                                     |
| 2006      | ф   | Отступники                         | The Departed                          | капитан Джордж Эллерби                         |
| 2006      | ф   | Дебют Мини                         | Mini’s First Time                     | Мартин Теннан                                  |
| 2006      | ф   | На острой грани                    | Running with Scissors                 | Норман Берроуз                                 |
| 2006—2013 | с   | Студия 30                          | 30 Rock                               | Джек Донахью                                   |
| 2007      | ф   | Дьявол и Дэниел Вэбстер            | Shortcut to Happiness                 | Джабез Стоун; также режиссёр                   |
| 2007      | ф   | Девушка из пригорода               | Suburban Girl                         | Арчи Нокс                                      |
| 2007      | ф   | Ложное искушение                   | The Good Shepherd                     | Сэм Мюрак                                      |
| 2007      | ф   | Законы Бруклина                    | Brooklyn Rules                        | Цезарь Манганаро                               |
| 2008      | мф  | Мадагаскар 2                       | Madagascar: Escape 2 Africa           | Макунга (озвучивание)                          |
| 2008      | ф   | Роскошная жизнь                    | Lymelife                              | Микки Бартлетт                                 |
| 2008      | ф   | Девушка моего лучшего друга        | My Best Friend's Girl                 | профессор Тёрнер                               |
| 2009      | ф   | Мой ангел-хранитель                | My Sister's Keeper                    | Кэмпбелл Александер                            |
| 2009      | ф   | Простые сложности                  | It's Complicated                      | Джейк                                          |
| 2011      | ф   | Провинциалка                       | Hick                                  | Бо                                             |
| 2012      | ф   | Рок на века                        | Rock of Ages                          | Деннис Дюпри                                   |
| 2012      | мф  | Хранители снов                     | Rise of the Guardians                 | Николас Сейнт Норс / Санта-Клаус (озвучивание) |
| 2012      | ф   | Римские приключения                | To Rome with Love                     | Джон                                           |
| 2013      | ф   | Жасмин                             | Blue Jasmine                          | Хэл                                            |
| 2013      | ф   | АмериКа                            | AmeriQua                              | мистер Эдвардс                                 |
| 2014      | ф   | Врасплох                           | Caught Stealing                       | Роман                                          |
| 2014      | ф   | Всё ещё Элис                       | Still Alice                           | Джон Хоуланд                                   |
| 2015      | ф   | Алоха                              | Aloha                                 | генерал Диксон                                 |
| 2015      | ф   | Миссия невыполнима: Племя изгоев   | Mission: Impossible — Rogue Nation    | директор ЦРУ Алан Ханли                        |
| 2015      | ф   | Защитник                           | Concussion                            | доктор Джулиан Бейлс                           |
| 2016      | ф   | Париж подождёт                     | Paris Can Wait                        | Майкл                                          |
| 2017      | ф   | Слепец                             | Blind                                 | Билл Оукланд                                   |
| 2017      | док | Король                             | The King                              | в роли самого себя                             |
| 2018      | мтф | Призрачная башня                   | The Looming Tower                     | Джордж Тенет                                   |
| 2018      | ф   | Миссия невыполнима: Последствия    | Mission: Impossible – Fallout         | руководитель ОМН Алан Ханли                    |
| 2019      | ф   | Сиротский Бруклин                  | Motherless Brooklyn                   | Мозес Рэндолф                                  |
| 2019      | ф   | Родители лёгкого поведения         | Drunk Parents                         |                                                |
| 2019      | док | Открывая Джона Делореана           | Framing John DeLorean                 | Джон ДеЛореан                                  |
| 2019      | мф  | Стражи Арктики                     | Arctic Justice                        | белый медведь Пиби                             |
| 2020      | ф   | Пикси                              | Pixie                                 | отец Гектор Макграт                            |
| 2021      | мф  | Босс-молокосос 2                   | The Boss Baby: Family Business        | Босс-молокосос                                 |
| 2021      | с   | Плохой доктор                      | Dr. Death                             | Роберт Хендерсон                               |
| 2023      | ф   | Торнадо                            | Supercell                             | Зейн Роджерс, жадный и безрассудный бизнесмен  |
| 2024      | ф   | Раст                               | Rust                                  | Харланд Раст                                   |

### Режиссёрские работы
| Год  |   | Русское название        | Оригинальное название | Роль     |
| ---- | - | ----------------------- | --------------------- | -------- |
| 2007 | ф | Дьявол и Дэниел Вэбстер | Shortcut to Happiness | режиссёр |

## Награды и номинации
| Награды и номинации            | Награды и номинации | Награды и номинации                                                            | Награды и номинации              | Награды и номинации |
| Награда                        | Год                 | Категория                                                                      | Номинант                         | Результат           |
| ------------------------------ | ------------------- | ------------------------------------------------------------------------------ | -------------------------------- | ------------------- |
| Оскар                          | 2004                | Лучшая мужская роль второго плана                                              | Тормоз                           | Номинация           |
| BAFTA                          | 2010                | Лучшая мужская роль второго плана                                              | Простые сложности                | Номинация           |
| Золотой глобус                 | 1996                | Лучшая мужская роль в мини-сериале или кинофильме на телевидении               | Трамвай «Желание»                | Номинация           |
| Золотой глобус                 | 2001                | Лучшая мужская роль в мини-сериале или кинофильме на телевидении               | Нюрнберг                         | Номинация           |
| Золотой глобус                 | 2003                | Лучшая мужская роль второго плана в мини-сериале или кинофильме на телевидении | Путь к войне                     | Номинация           |
| Золотой глобус                 | 2004                | Лучшая мужская роль второго плана                                              | Тормоз                           | Номинация           |
| Золотой глобус                 | 2007                | Лучшая мужская роль в телесериале в комедии или мюзикле                        | Студия 30                        | Победа              |
| Золотой глобус                 | 2008                | Лучшая мужская роль в тесериале в комедии или мюзикле                          | Студия 30                        | Номинация           |
| Золотой глобус                 | 2009                | Лучшая мужская роль в тесериале в комедии или мюзикле                          | Студия 30                        | Победа              |
| Золотой глобус                 | 2010                | Лучшая мужская роль в тесериале в комедии или мюзикле                          | Студия 30                        | Победа              |
| Золотой глобус                 | 2011                | Лучшая мужская роль в тесериале в комедии или мюзикле                          | Студия 30                        | Номинация           |
| Золотой глобус                 | 2012                | Лучшая мужская роль в тесериале в комедии или мюзикле                          | Студия 30                        | Номинация           |
| Золотой глобус                 | 2013                | Лучшая мужская роль в тесериале в комедии или мюзикле                          | Студия 30                        | Номинация           |
| Эмми                           | 1996                | Лучшая мужская роль в мини-сериале или кинофильме на телевидении               | Трамвай «Желание»                | Номинация           |
| Эмми                           | 2001                | Лучший актёрский состав                                                        | Нюрнберг                         | Номинация           |
| Эмми                           | 2002                | Лучший актёр второго плана в мини-сериале или фильме                           | Путь к войне                     | Номинация           |
| Эмми                           | 2005                | Лучший актёр в комедийном сериале                                              | Уилл и Грэйс                     | Номинация           |
| Эмми                           | 2006                | Лучший актёр в комедийном сериале                                              | Уилл и Грэйс                     | Номинация           |
| Эмми                           | 2007                | Лучшая мужская роль в телесериале в комедии или мюзикле                        | Студия 30                        | Номинация           |
| Эмми                           | 2008                | Лучшая мужская роль в телесериале в комедии или мюзикле                        | Студия 30                        | Победа              |
| Эмми                           | 2009                | Лучшая мужская роль в телесериале в комедии или мюзикле                        | Студия 30                        | Победа              |
| Эмми                           | 2010                | Лучшая мужская роль в телесериале в комедии или мюзикле                        | Студия 30                        | Номинация           |
| Эмми                           | 2010                | Специальная награда                                                            | Студия 30                        | Номинация           |
| Эмми                           | 2011                | Лучший актёрский состав                                                        | Студия 30                        | Номинация           |
| Эмми                           | 2011                | Лучшая мужская роль в телесериале в комедии или мюзикле                        | Студия 30                        | Номинация           |
| Эмми                           | 2012                | Лучшая мужская роль в телесериале в комедии или мюзикле                        | Студия 30                        | Номинация           |
| Эмми                           | 2012                | Лучший актёрский состав                                                        | Студия 30                        | Номинация           |
| Эмми                           | 2013                | Лучший актёрский состав                                                        | Студия 30                        | Номинация           |
| Эмми                           | 2013                | Лучшая мужская роль в телесериале в комедии или мюзикле                        | Студия 30                        | Номинация           |
| Эмми                           | 2017                | Лучшая мужская роль второго плана в комедийном сериале                         | Субботним вечером в прямом эфире | Победа              |
| Эмми                           | 2018                | Лучшая мужская роль второго плана в комедийном сериале                         | Субботним вечером в прямом эфире | Номинация           |
| Премия Гильдии киноактёров США | 1996                | Лучшая мужская роль в телевизионном фильме или мини-сериале                    | Трамвай желание                  | Номинация           |
| Премия Гильдии киноактёров США | 2001                | Лучшая мужская роль в телевизионном фильме или мини-сериале                    | Нюрнберг                         | Номинация           |
| Премия Гильдии киноактёров США | 2004                | Лучшая мужская роль второго плана                                              | Тормоз                           | Номинация           |
| Премия Гильдии киноактёров США | 2005                | Лучший актёрский состав                                                        | Авиатор                          | Номинация           |
| Премия Гильдии киноактёров США | 2007                | Лучшая мужская роль в комедийном сериале                                       | Студия 30                        | Победа              |
| Премия Гильдии киноактёров США | 2007                | Лучший актёрский состав                                                        | Отступники                       | Номинация           |
| Премия Гильдии киноактёров США | 2008                | Лучший актёрский состав                                                        | Студия 30                        | Номинация           |
| Премия Гильдии киноактёров США | 2008                | Лучшая мужская роль в комедийном сериале                                       | Студия 30                        | Победа              |
| Премия Гильдии киноактёров США | 2009                | Лучшая мужская роль в комедийном сериале                                       | Студия 30                        | Победа              |
| Премия Гильдии киноактёров США | 2009                | Лучший актёрский состав                                                        | Студия 30                        | Победа              |
| Премия Гильдии киноактёров США | 2010                | Лучшая мужская роль в комедийном сериале                                       | Студия 30                        | Победа              |
| Премия Гильдии киноактёров США | 2010                | Лучший актёрский состав                                                        | Студия 30                        | Номинация           |
| Премия Гильдии киноактёров США | 2011                | Лучшая мужская роль в комедийном сериале                                       | Студия 30                        | Победа              |
| Премия Гильдии киноактёров США | 2011                | Лучший актёрский состав                                                        | Студия 30                        | Номинация           |
| Премия Гильдии киноактёров США | 2012                | Лучшая мужская роль в комедийном сериале                                       | Студия 30                        | Победа              |
| Премия Гильдии киноактёров США | 2012                | Лучший актёрский состав                                                        | Студия 30                        | Номинация           |
| Премия Гильдии киноактёров США | 2013                | Лучшая мужская роль                                                            | Студия 30                        | Победа              |
| Премия Гильдии киноактёров США | 2013                | Лучший актёрский состав                                                        | Студия 30                        | Номинация           |
| Премия Гильдии киноактёров США | 2014                | Лучшая мужская роль в комедийном сериале                                       | Студия 30                        | Номинация           |
| Премия Гильдии киноактёров США | 2014                | Лучший актёрский состав                                                        | Студия 30                        | Номинация           |
| «Тони»                         | 1992                | Лучшая мужская роль в пьесе                                                    | Трамвай «Желание»                | Номинация           |

### Почётные звания
12 мая 2010 года Болдуин выступил с вступительной речью в Нью-Йоркском университете и был удостоен степени почётного доктора изящных искусств (Honorary Doctor of Fine Arts).
Болдуин получил звание почётного профессора (esteemed faculty) Университета Стоуни-Брук после того, как провёл мастер-класс по актёрскому мастерству в Стоуни-Брук Саутгемптон.